# Grotte de Gladysvale
La grotte de Gladysvale est une grotte fossilifère située dans la province du Gauteng, en Afrique du Sud. Elle fait partie des sites des hominidés fossiles d'Afrique du Sud, inscrits au Patrimoine mondial de l'UNESCO, et est aussi classée au patrimoine national sud-africain,.

## Localisation
La grotte de Gladysvale est située dans la province sud-africaine du Gauteng, à environ 45 km au nord-nord-ouest de la ville de Johannesbourg. Elle se trouve à environ 13 km au nord de Sterkfontein et de Swartkrans, autres sites du Gauteng connus pour avoir livré des restes d'Hominina fossiles.

## Historique
Gladysvale est la première grotte visitée par Robert Broom dans le Transvaal, dans sa quête, au milieu des années 1930, pour trouver une grotte contenant des restes d'Hominina plus proche de Johannesbourg que de Taung. Il visite Gladysvale après qu'un collectionneur de papillons du musée du Transvaal ait fait état d'une « mandibule humaine » dans la paroi de la grotte. Lorsque Broom arrive à la grotte, la mandibule a disparu. Broom se détourne ensuite du site de Glaysvale pour celui de Sterkfontein.
En 1946, Phillip Tobias mène une expédition d'étudiants sur le site et met au jour un remarquable fossile de babouin. En 1948, Frank Peabody, de l'expédition Camp-Peabody des États-Unis, passe plusieurs semaines à Gladysvale mais ne réussit pas à trouver des restes d'Hominina.
Le site est ensuite délaissé par les scientifiques, jusqu'à ce qu'il soit rouvert par Lee Rogers Berger et André Keyser en 1991. Après quelques semaines de fouilles, les premiers restes d'Hominina sont découverts — deux dents attribuées à Australopithecus africanus. Cette découverte fait de Gladysvale le premier nouveau site de découverte d'Hominina primitifs en Afrique du Sud depuis 1948, année de découverte du site de Swartkrans par Robert Broom. En 2021, les recherches sont reprises par une de ses élèves, Keneiloe Molopyane. 

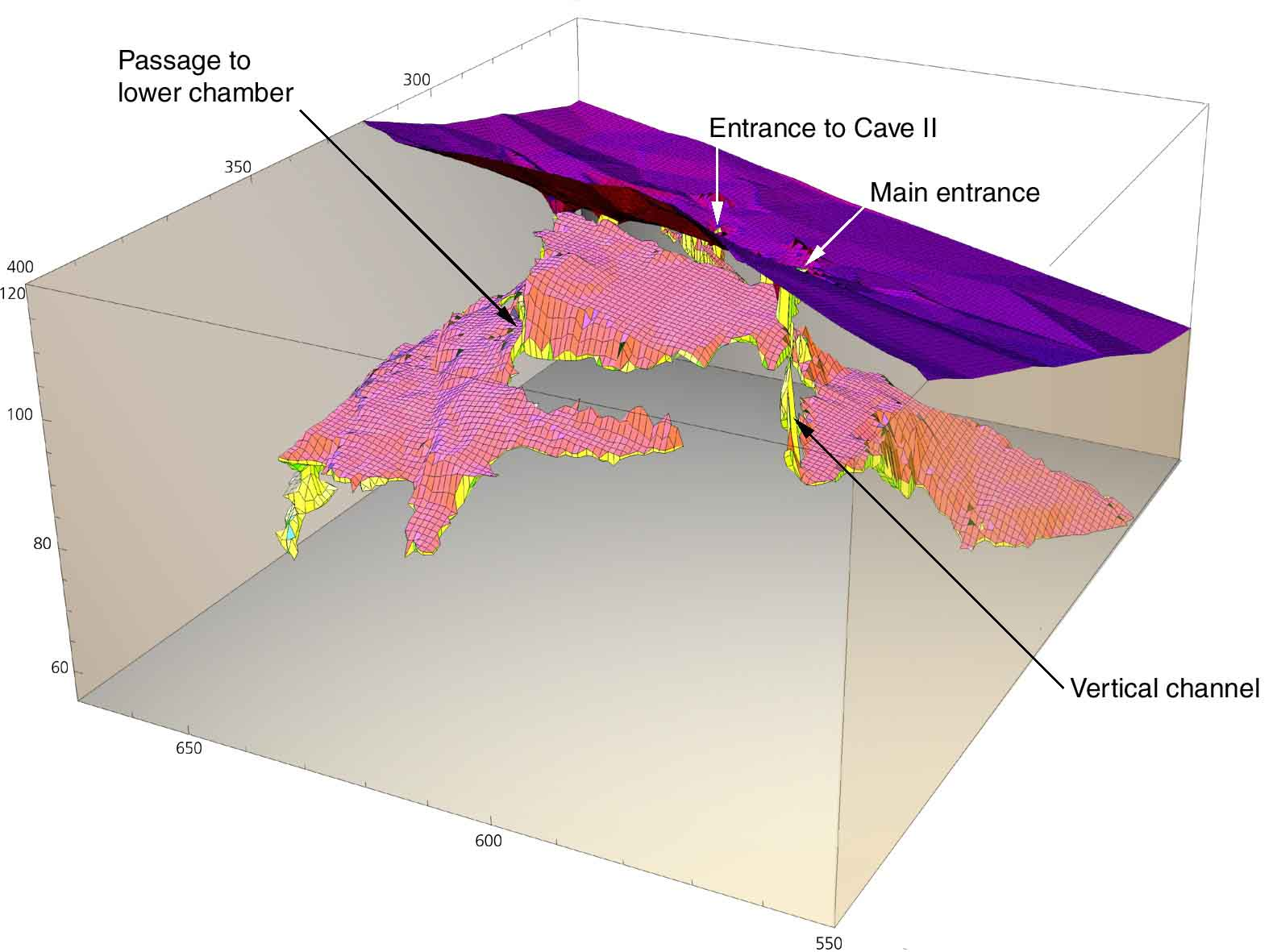
Reconstitution en 3D des trois ensembles principaux de galeries de Gladyvale.

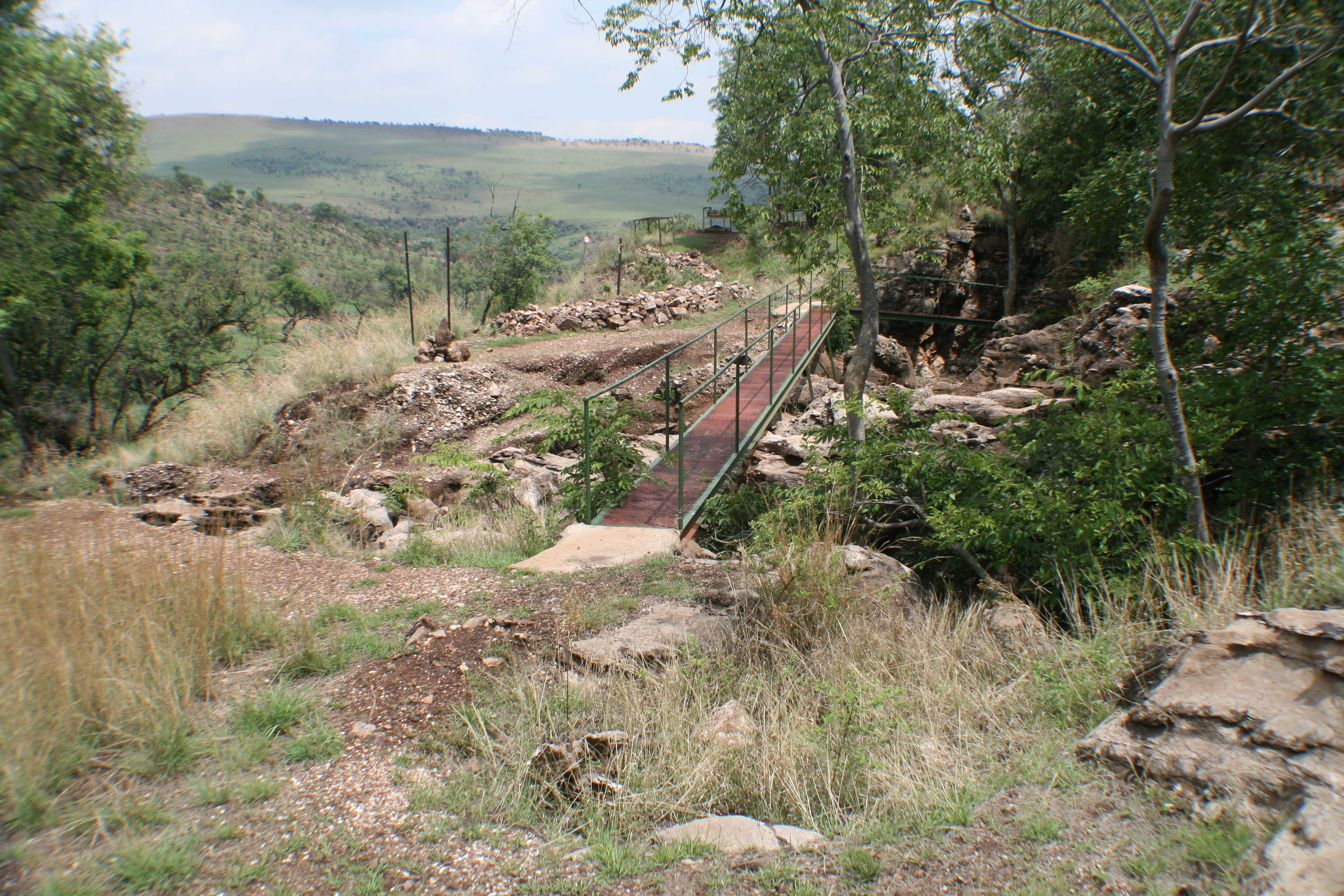
Dépôts externes et passerelle pour les visiteurs.

## Description
Le site comprend trois ensembles de cavités, avec la grotte supérieure contenant les dépôts internes de Gladysvale et un dépôt externe (voir schéma ci-contre). Gladysvale a été l'un des premiers sites en Afrique à être cartographié en 3D, par Peter Schmid et des chercheurs de l'université de Zurich.
Gladysvale est connue pour son exceptionnelle stratigraphie à couches horizontales. Elle a été le lieu de test de nombreuses techniques de datation absolue, afin d'essayer d'affiner la datation des brèches des grottes sud-africaines, dont l'âge est difficile à évaluer.
La séquence de Gladysvale a été datée en utilisant une combinaison de biostratigraphie, de paléomagnétisme (Andy Herries, université de La Trobe, Australie), de résonance de spin électronique et de datation par l'uranium-thorium. Les dépôts les plus jeunes auraient environ 54 000 ans, tandis que les gisements les plus anciens, qui auraient livré les restes d'Australopithèques, ont entre 2,4 et 2 millions d'années. Les gisements externes de Gladysvale contiennent d'importants restes de faune et datent de 780 000 à 530 000 ans.

## Fossiles
Cette grotte a livré des milliers de fossiles de vertébrés du Pléistocène et de rares restes fossiles d'Hominina,. Dans les dépôts externes de Gladysvale, près d'un quart de million d'os ont été collectés depuis le début des fouilles, commencées en 1992. Plusieurs millions d'os sont encore en place dans la grotte. Les fossiles collectés comprennent des spécimens d'antilopes, de zèbres géants, de carnivores, incluant des espèces disparues de loups, et des singes.
Les rares restes d'Hominina sont attribués à Australopithecus africanus et à une espèce primitive non spécifiée du genre Homo.

## Industrie lithique
En 2006, un biface acheuléen en quartzite a été découvert dans les dépôts internes, dont l'âge est supérieur à l'inversion Brunhes-Matuyama du champ magnétique terrestre, datée de 781 000 ans. L'Acheuléen est connu en Afrique du Sud à partir de 1,6 Ma.